# Икономика на Бразилия
Икономическото развитие на Бразилия докъм 1930 г. е по същество на аграрна страна (захар, кафе, плодове). Положените усилия за индустриализиране през 1930-1940 г., 1950 – 1980 г. както и необходимостта от преодоляване на петролната криза през 1970-те г., довеждат до задлъжняване към Световната банка и до значителна инфлация. Бразилия е богата на полезни изкопаеми (най-вече железни руди), което спомага за бързото развитие на промишлеността през ХХ век. Обособяват се и индустриални райони в централната част (Сао Пауло и Риу Волта Ридонда) и в Минас Жераис (Белу Оризонти). Петролната криза през 1970-те принуждава държавната петролна компания „Петробрас“ да ускори търсенето на петролни залежи в щатите Баия, Риу Гранди ду Норти и Сао Пауло. Развива се и стартиралата през 1975 г. програма за разработване на продукти от произведения от захарна тръстика, спирт, които да изместят бензина с етанол. До 1990 г. производството на петрол е утроено и покрива близо 60 % от потреблението на бензин и 100 % от това на останалите петролни продукти.
Понастоящем проблемите с инфлацията са общо взето решени, а вноските по дълга – разсрочени. Страната с най-значителна промишлена структура в Латинска Америка се превърна в осмата промишлена страна в света. В началото на 90-те години промишлеността представлява 34 % от брутния национален продукт, селското стопанство 9,1 %, а услугите – 56 %. Въпреки големите социални проблеми, които трябва да бъдат преодолени, динамиката на икономиката проличава и в нарастването на износа.
Външната търговия се засилва със създаването през 1994 г. на Южния общ пазар – Меркосул и подписаните споразумения за свободна търговия между четири страни от Южна Америка (Аржентина, Бразилия, Парагвай и Уругвай).
Бразилия продължава да бъде най-големият производител на захарна тръстика и кафе. Тези два продукта са неразривно свързани с историята на страната и са определяли структурата на икономиката и заселването. Захарта е много ценена в Европа през XVI век. По това време португалците вече отглеждат захарна тръстика в Алгарв, а през 1536 г. я пренасят в Североизточна Бразилия. По-късно докарват роби от Африка, развиват културата по крайбрежието и до XIX век изнасят през Салвадор за Европа произведената в мелници захар от огромните имения. Монополът на захарната тръстика продължава до края на XVII в., когато започва отглеждането на памук, какао и тютюн. След дълга криза интересът към захарната тръстика се възвръща с програма за развитието и от 1975 г. и производството се разпростира до южните щати (Сао Пауло е най-големият център за получаване на захар и спирт).
Първите кафеени плантации (пренесени от Френска Гвиана през XVIII в.) се развиват в областта Рио, където имало много роби. Премахването на робството и притокът на европейски емигранти (италианци и германци), а по-късно и японци (1890 г.) в щата Сао Пауло, както и благоприятния климат, обясняват разпространението на културата на юг – първо в този щат, а по-късно в Парана. Бразилия става първият производител на кафе и въпреки кризата през тридесетте години, и до днес запазва водещите си позиции.

## Финанси и пазари
Бразилия е най-голямата национална икономика в Латинска Америка, осмата по големина в света на пазара на валутния курс и деветата по паритета на покупателната способност (ППС), според Международния валутен фонд и Световната банка. Нейният БВП (по ППС) на глава от населението е 10 200 щатски долара, поставяйки Бразилия на 64-та позиция според данни на Световната банка. Страната има големи и разработени сектори, като селскостопанския, минния, производствения, сектора на услугите, както и голям пазар на труда. Износът на Бразилия расте, създавайки се така ново поколение от олигарси. Основните продукти за износ включват летателни апарати, електрическо оборудване, автомобили, алкохол, текстил, обувки, желязна руда, стомана, кафе, портокалов сок, соя, сизал, банани, какао и консервирано месо (Corned beef). Днес страната разширява присъствието си на международните финансови пазари и на пазарите на комодити и е част от група от четири нововъзникващи икономики познати като страните БРИК.
Бразилия фиксира курса на своята валута, реал, към американския долар през 1994 г. Въпреки това, след азиатската финансова криза през 1997, руската криза година по-късно и поредица от неблагоприятни финансови събития които последвали, Централната банка на Бразилия временно променила своята монетарна политика в режим на регулиране на флуктуацията на валутата, до януари 1999, когато се освобождава контрола над валутата. В средата на 2002 страната получава спасителен пакет от 30,4 милиарда долара от Международния валутен фонд, една сума рекорд. Бразилската централна банка изплаща заема от МВФ през 2005, въпреки че тя е могла да изплати дълга си до 2006.
Един от въпросите, който Централната банка неотдавна обсъди бе относно спекулативните потоци от краткосрочни капитали към страната, което се смята че е допринесло за спада в стойността на долара срещу бразилския реал през този период. Въпреки това, съотношението дългосрочни преки чужди инвестиции, минус спекулативните инвестиции в производството за 2007, възлизало на около 193,8 милиарда долара. Процесът на мониторинг и контрол на инфлацията играе важна роля във функциите на централната банка за определяне на краткосрочните лихвени проценти като мярка на монетарната политика.
Сред най-известните предприятия в Бразилия са (по сектори): Бразил фуудс, Пердигау, Садия и Обединение JBS-Friboi (хранително-вкусова промишленост); Ембраер (въздушен транспорт); Хаваянас и Калсадус Азалеия (обувки); Петробрас (петролния сектор); Компания „Вале ду Риу Досе“ (минодобив); Маркополо и Бускар (каросерии); Гердау (стоманолеярен); Организасоес Глобо (комуникации).
Бразилия се счита от мнозина икономисти като страна с голям потенциал за развитие, заедно с Русия, Индия и Китай – четворката на страните БРИК. Някои икономически експерти, като анализатора Петер Гутман, смятат, че през 2050 Бразилия ще може да достигне статистически жизнения стандарт на страните от Еврозоната от 2005 г. Според данни на Голдман Сакс, през 2050 г. бразилският БВП ще достигне 11 366 000 долара, а БВП на глава от населението ще бъде 49 759 – четвъртата по големина икономика на земята.

## Компоненти на бразилската икономика
Бразилската икономика (оценена като „investment grade“) е разнообразна, обхващайки земеделието, промишлеността и множество услуги. Страната е успяла да наложи своето глобално лидерство чрез развитието на икономиката си. Икономическата мощ, която страната е показала, се дължи отчасти на големия скок на световните цени на комодити и на стоките за износ, като говеждото месо и соята. Перспективите на бразилската икономика са се подобрили още повече благодарение на огромните новооткрити залежи на петрол и природен газ в басейна Сантус. Глобална сила в селското стопанство и в природни ресурси, Бразилия отприщи най-сериозния растеж на икономически просперитет през последните три десетилетия.
Земеделието и свързани с него сектори, като лесовъдството, и риболова за 2007 г. съставляват 6,1% от Брутния вътрешен продукт, факт, който поставя агробизнеса на преден план в търговския баланс на Бразилия, въпреки пречките пред търговията и политиките на подпомагане, предприети от развитите страни.
В доклад, публикуван през 2010 от СЗО, Бразилия е третият по големина износител на селскостопански продукти в света, само зад САЩ и Европейския съюз.
Автомобилната индустрия, заедно със стоманената, нефтохимическата, компютърната, въздухоплавателната и на потребителските стоки за дълготрайна употреба, съставляват 30,8 % от бразилския БВП. Производствената дейност е съсредоточена в географските метрополни региони на Сао Пауло, Рио де Жанейро, Куритиба, Кампинас, Порту Алегри, Белу Оризонти, Манауш, Салвадор, Ресифе и Форталеза. Страната произвежда три пети от индустриалната продукция в Южна Америка и икономиката ѝ участва в различни икономически блокове, като например Меркосул, Г-20 и Групата на Кернс.
Бразилия търгува редовно с над сто страни, като 74% от изнасяните стоки са готови или полуфабрикати. Основните партньори в този аспект са: ЕС (с търговско салдо от 26%); Меркосул и Латинска Америка (25%); Азия (17%) и САЩ (15%). В качеството си на лидер в технологиите, страната произвежда подводници и самолети; също така участва в космическите изследвания, с Център за изстрелване на леки космически апарати и е единствената страна в южното полукълбо участваща в екипа за изграждането на Международната космическа станция (МКС). Пионер в търсенето на петрол в дълбоките води, откъдето добива 73% от своите запаси, Бразилия бе първата капиталистическа страна да обедини на своята територия, десетте най-големи производители на автомобили.

## Туризъм
Туризмът представлява важна икономическа дейност за страната. С пет милиона чуждестранни посетители през 2008, Бразилия е топ дестинация за международен туризъм на пазара в Южна Америка, и се нарежда на второ място в Латинска Америка (след Аржентина) по отношение на потока от чуждестранни туристи.
Разходването на средства от чуждестранните туристи, посетили Бразилия достигна 5,8 милиарда долара през 2008 г., 16,8% повече в сравнение с преходната година. През 2008 г. страната бе привлякла 3,4% от международния туристически поток в Северна и Южна Америка. За 2005, туризмът е допринесъл с 3,2% от националния доход в резултат от износа на стоки и услуги, отговорни за създаването на 7% от преките и косвени работни места в икономиката на Бразилия. Около 1,87 милиона души са били заети в този сектор през 2006, със 768 000 работни места във формални (41%) и 1,1 милиона в неформални професии (59%).
Вътрешният туризъм представлява основна част от сектора, възлизащ на 51 милиона пътувания през 2005 година.